# 그제고시 크리호비아크
그제고시 크리호비아크(폴란드어: Grzegorz Krychowiak, 1990년 1월 29일 ~ )은 폴란드의 축구 선수이다. 현재 소속팀은 사우디아라비아 1부 리그 사우디 프로페셔널리그에 소속되어 있는 아브하이며, 등번호는 5번이다. 포지션은 수비형 미드필더이다.

## 같이 보기
- A매치 100경기 이상 출전한 축구 선수 명단